# Cœur de tonnerre
Pour plus de détails, voir Fiche technique et Distribution.
Cœur de tonnerre (Thunderheart) est un film américain réalisé par Michael Apted et sorti en 1992. Son scénario est écrit dans le style des romans policiers ethnologiques de Tony Hillerman, lui-même inspiré par l'écrivain australien Arthur Upfield ainsi que par un événement réel, l'occupation de Wounded Knee en 1973.

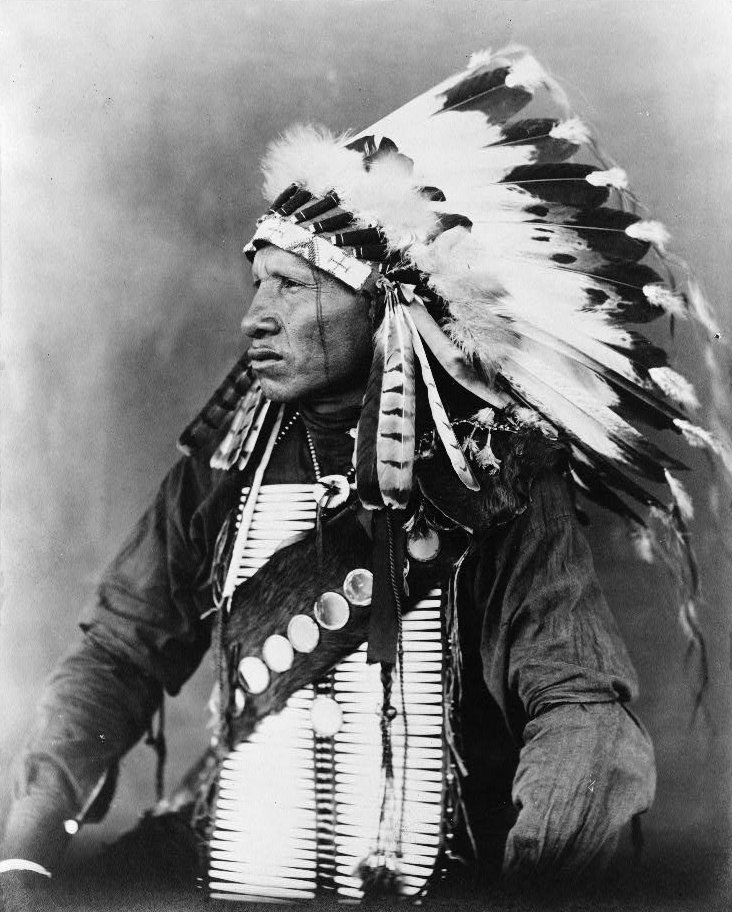
Oiseau Rouge, un chef Sioux, photographié au début du XXe siècle. Dans le film, il est dit que l'arrière-grand-père de Ray Levoi était un Sioux de haut rang.

Ce film policier met en scène Val Kilmer dans le rôle de Ray Levoi, un agent du FBI métis d'origine sioux, enquêtant sur un homicide dans une réserve indienne du Dakota du Sud. Il y collabore avec Frank 'Cooch' Coutelle, un agent vétéran du FBI. Immergé dans une réserve en effervescence, Levoi retrouvera ses racines et vivra des épreuves qui le transformeront et le mûriront. 
Les autres rôles principaux sont tenus par Graham Greene, Fred Ward et Sheila Tousey. Toujours en 1992, le réalisateur Michael Apted a réalisé un documentaire, intitulé Incident à Oglala, consacré au meurtre d'agents du FBI dans la réserve indienne de Pine Ridge en 1975.
Fort de critiques globalement positives à sa sortie, le film est un succès commercial: plus de 22 millions de dollars de recettes aux États-Unis.

## Synopsis
Washington, D.C., Ray Levoi (Val Kilmer), jeune homme blond au nez aquilin, sûr de lui et adepte de l'Americain way of life, se rend dans une grosse berline décapotable au rendez-vous que lui a fixé le chef du FBI, Jack Milton. Celui-ci, un ami du père adoptif de Levoi, lui annonce qu'il l'a choisi pour faire équipe avec un de ses agents chevronnés, l'officier Coutelle, chargé de problèmes graves survenus dans une réserve indienne : plusieurs homicides ont été rapportés dans une réserve du Dakota du Sud. Or, les enquêtes sur les homicides dans les réserves indiennes sont du domaine de la section « Affaires indiennes » du FBI. Et si Levoi a été désigné, c'est que sa grand-mère était une indienne Sioux.
Coutelle (Sam Shepard) engage des relations méprisantes avec « le bleu » Levoi. Alors que Levoi, debout devant une vitrine de l'aéroport désert de Pierre (la capitale d'État du Dakota du Sud) contemple pensivement une grande cape de cérémonie en peau et un étendard indiens, Coutelle arrive et lui dit en substance : « Ah, c'est toi l'Indien ! Appelle-moi « Coutch ». Arrête de poser des questions, on est là pour faire le ménage en trois jours, et on fout le camp... Tourne-toi, oui, comme ça, de profil. C'est fou ce que tu ressembles à Sal Mineo dans Flèches sur la prairie ».
Après leur arrivée à la réserve de Bear Creek, « Coutch » continue d'humilier Levoi. Il commence par émettre des commentaires méprisants lors de la traversée du village de Bear Creek (un bidonville encombré de carcasses de vieilles voitures, où jouent des gamins faméliques) : « Quand on traverse ça en voiture, c'est comme si on traversait un pays du Tiers-Monde, pile-poil au milieu de l'Amérique. C'est un peuple vaincu, et sa destinée est entre les mains de leurs ennemis. ».

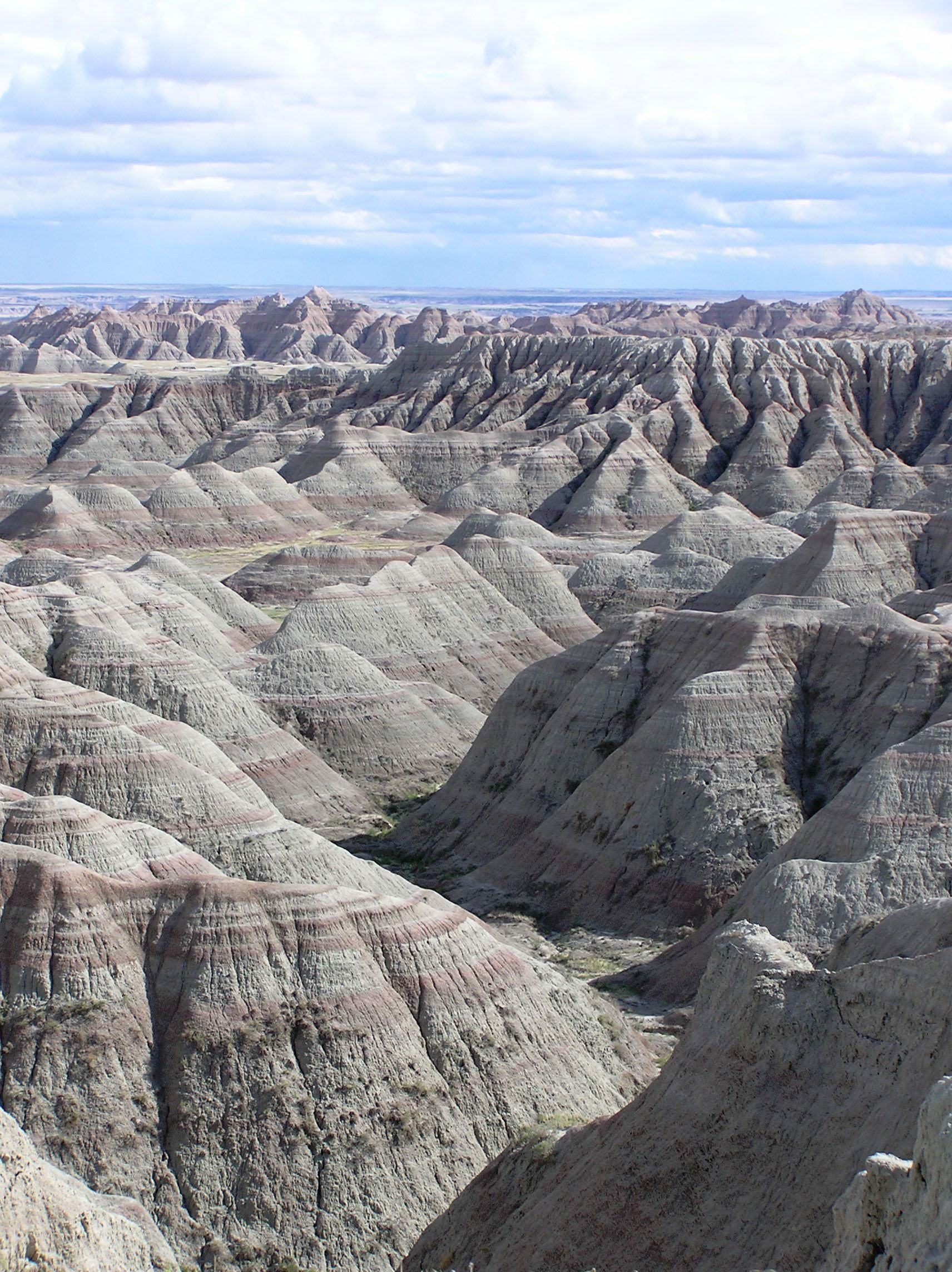
Paysage des Badlands dans les Blackhills (Dakota du Sud). C'est dans ce cadre que les deux agents du FBI en costume-cravate examinent un cadavre poussiéreux. L'impression de désolation est accentuée par la présence en arrière-fond d'un pylône portant une ligne électrique à haute-tension.

Coutelle continue à brimer Levoi en le contredisant lorsqu'ils examinent le corps de la dernière victime, « Leo Élan-Rapide », un membre du Conseil tribal de la Réserve, qui gît environné de mouches sous le soleil, dans un paysage lunaire des Badlands : « Quoi ? Tu dis qu'il a été tué avec un M16 calibre .223 ? Pas du tout, c'était une vieille Winchester « lever-action » (à levier de sous-garde) calibre 30-30. ». ». D'ailleurs Coutelle trouve à proximité du corps un symbole tribal (une plume plantée dans un cercle de petits cailloux), qui selon lui signe le crime : « C'est clair, ce sont les activistes indiens qui ont fait le coup, on n'a plus qu'à arrêter leur meneur, Jimmy Deux Coups d'Œil. ».

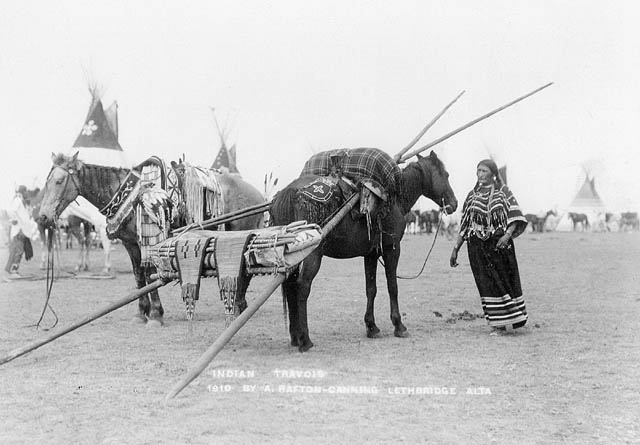
Un travois.

C'est alors que survient un Indien sur une vieille moto trainant un travois : probablement l'assassin, ou un complice, qui vient dissimuler des preuves, tout en effaçant ses traces. Levoi à bout de nerfs se jette sur lui, revolver au poing, l'arrête, le menotte, l'immobilise brutalement, le dépouille d'un pistolet Colt M1911 et d'un grand couteau Bowie. Avec flegme, l'Indien, maintenu à plat-ventre dans la poussière par Levoi (qui lui a mis un genou sur les reins et lui a empoigné la chevelure comme s'il voulait le scalper), adopte l'attitude goguenarde qu'il maintiendra par la suite: « Hé, doucement ! Qu'est-ce qui vous prend ? Vous vouliez visiter le Mont Rushmore et vous vous êtes égarés ? ». Et Levoi rougit de confusion quand Coutelle se fait un plaisir de lui montrer les papiers de l'Indien, c'est un « shérif tribal » en civil, Walter Cheval-Noir (Graham Greene) qui venait rendre les derniers devoirs à la dépouille de Leo. Coutelle ordonne à Levoi de relâcher le shérif, tout en rappelant sèchement à ce dernier que « les enquêtes sur les cas d'homicides dans les Réserves indiennes sont du domaine du FBI ». « Du Bureau Fédéral d'Intimidation, oui, je sais... » marmonne le policier indien, qui tente vainement de parler dans sa langue (le lakota) avec Levoi, puis s'éloigne en faisant un doigt d'honneur aux deux hommes en costume-cravate.

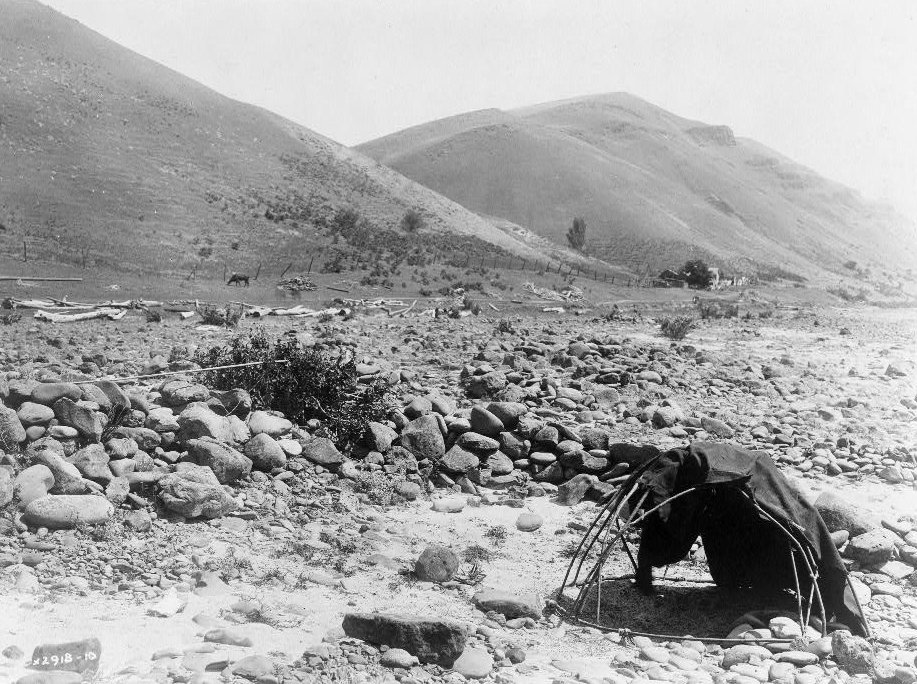
Hutte à sudation indienne

Une paisible clairière, au centre de laquelle se dresse une hutte de sudation Lakota, est brutalement investie par un peloton de porte-flingues stupides commandés par Coutelle : ils interrompent la cérémonie religieuse, arrêtent et menottent Richard « Jimmy » Deux Coups d'Œil (John Trudell). Levoi, qui, fusil à pompe épaulé, assiste à la brutale arrestation, est gêné par le regard fixe que pose sur lui un vieillard aux longs cheveux blancs : Sam Reaches, le sachem qui conduisait la cérémonie. Coutelle et Levoi conduisent ensuite Jimmy au village : ils veulent perquisitionner sa maison, devant laquelle le drapeau américain est hissé à l'envers, ce qui les énerve encore plus. Comme Coutelle ordonne à Levoi d'ouvrir la porte avec le « passe-partout fédéral » (le fusil à pompe) qu'il a en main, Jimmy les supplie d'utiliser plutôt la clef qui, dit-il, est dans une boite de conserve cachée dans un trou situé sous la maison. Coutelle s'accroupit pour se saisir de cette boîte de conserve, met la main dans le trou indiqué et se redresse en hurlant : un blaireau terré dans ce trou lui a planté ses dents dans la main, en grognant et sans lâcher prise.

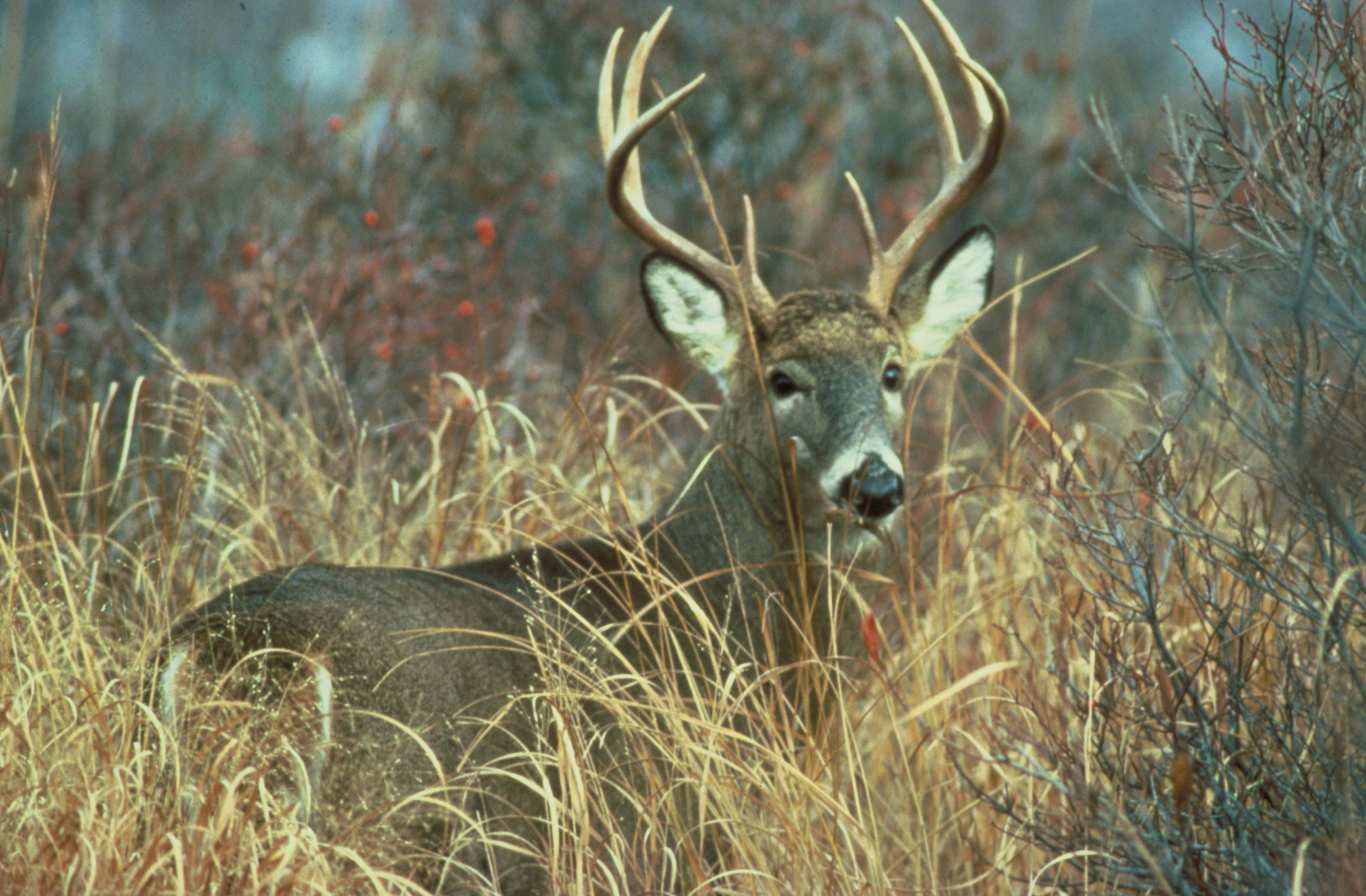
Un cerf de Virginie.

Dans la confusion qui suit, Jimmy lance un coup de pied dans le ventre de Levoi, qui trébuche en arrière en tirant involontairement un coup de fusil en l'air, et il se sauve en zigzaguant entre les carcasses de voitures abandonnées, pendant que Coutelle, qui a réussi à libérer sa main droite de la mâchoire du blaireau, arrive à dégainer son revolver et fait feu au hasard de la main gauche. Levoi se ressaisit, et tire à la chevrotine dans les draps mis à sécher sur un étendage, derrière lequel Jimmy se faufile. Le fuyard a réussi à faire passer devant lui ses poignets qui étaient menottés dans son dos, il saisit un pistolet caché dans une épave de voiture, échange quelques coups de feu avec les deux agents du FBI, et se réfugie dans une vieille caravane. Levoi crible la roulotte de balles, puis se rue sur la porte et l'ouvre : la caravane est vide, il y avait une porte de derrière, qui est ouverte. Un bruit fait se retourner Levoi, revolver braqué : ce n'est qu'un grand cerf de Virginie mâle, qui saute la haie et s'enfuit.
Par la suite, comme Coutelle est momentanément invalide, Levoi est livré à lui-même et son désarroi est augmenté par des évènements violents ou déstabilisants. Ainsi, il se heurte à des barrages routiers : les routes sont bloquées soit par des groupes d'Indiens armés de vieilles pétoires, soit par des rangers en gilet pare-balles brandissant des armes modernes. Il est même arrêté pour excès de vitesse par le shérif tribal, qui lui rappelle que si les homicides sont hors de sa compétence, par contre il peut dresser des contraventions. Et en lui remettant le PV, il signale au jeune homme exaspéré que Sam, le chaman de la tribu, l'attend pour lui parler. Le soir, alors que Levoi rend compte à Coutelle qui soigne sa main au bar de leur hôtel, un cocktail Molotov est lancé à travers la fenêtre et les oblige à fuir devant les flammes. Levoi interroge chez-elle Maggie Aigle Ours, une jeune institutrice Sioux (militante du mouvement d'émancipation des Indiens) qui lui semble savoir beaucoup de choses. Mais un escadron de la mort local arrose la cabane à l'arme automatique, blessant gravement un des enfants de Maggie. Enfin, alors que, de plus en plus dépenaillé, fatigué, en proie au doute et (pense-t-il) aux hallucinations, il monte la garde dans une vieille guimbarde (en compagnie d'un chien indien efflanqué qui s'est pris d'affection pour lui), une balle fait exploser le pare-brise, le manquant de peu.
Cependant, guidé par Walter, le shérif indien, et aidé par les pouvoirs occultes de Sam, le vieux, bon et malicieux chaman, Levoi arrivera, au terme d'une traque longue et harassante, à trouver sa voie.

## Fiche technique
- Titre français : Cœur de tonnerre
- Titre original : Thunderheart
- Réalisateur : Michael Apted
- Scénariste : John Fusco
- Musique : James Horner
- Photographie : Roger Deakins
- Effets spéciaux : Roy L. Downey, John K. Stirber, Ian O'Connor (en)
- Monteur : Ian Crafford
- Chef décorateur : Dan Bishop
- Costumes : Susan Lyall
- Producteur : Robert De Niro, John Fusco, Michael Nozik (en), Jane Rosenthal
- Société de production : TriStar Pictures, Tribeca Productions
- Distribution :
- Pays de production :  États-Unis
- Durée : 119 minutes
- Dates de sortie :
  - États-Unis : 3 avril 1992
  - France : 11 novembre 1992

## Distribution
- Val Kilmer (VF : Emmanuel Jacomy ; VQ : Mario Desmarais) : Ray Levoi
- Sam Shepard (VF : Hervé Jolly ; VQ : Jean-Luc Montminy) : Frank “Cooch” Coutelle
- Graham Greene (VF : Marc Alfos ; VQ : Yves Corbeil) : Walter “Cheval-Noir” (Crow Horse en VO)
- Fred Ward (VF : Luc Florian ; VQ : Jean-Marie Moncelet) : Jack Milton, chef de la milice locale
- Ted Thin Elk (en) (VF : Georges Atlas ; VQ : Jean Fontaine) : Sam Reaches, le vieux sachem
- Sheila Tousey (VF : Marie Vincent ; VQ : Claudine Chatel) : Marguerite “Ours Aigle” (Maggie Eagle Bear en VO)
- John Trudell (VQ : Guy Nadon) : Richard « Jimmy » “Deux Coups d'Œil” (Richard Looks Twice en VO), militant pour les droits des Indiens
- Julius Drum (en) (VF : Mostéfa Stiti ; VQ : Yves Massicotte) : Richard Faucon Jaune[Note 13], traître et assassin à la solde des Blancs
- David Crosby : le tenancier du bar
- Allan R.J. Joseph : Leo “Flèches d'or” (Leo Fast Elk en VO)
- Fred Dalton Thompson (VF : William Sabatier ; VQ : Dominique Briand) : William Dawes
- Rex Linn : un agent du FBI

## Production

### Inspiration
Deux ans auparavant, en 1990, le film de Kevin Costner, Danse avec les loups, tiré du roman de Michael Blake, a obtenu  7 Oscars à Hollywood. Le printemps 92 voit ensuite sortir deux films du même réalisateur, en avril Thunderheart et en mai un documentaire sans concession consacré aux réserves indiennes de la région des Badlands (Dakota du Sud), Incident à Oglala, qui expose l’affaire Peltier, et la fusillade de Pine Ridge, dans laquelle le 26 juin 1975, deux ans après le siège de Wounded Knee (février 1973), "deux agents du FBI trouvaient la mort sur la Réserve indienne de Pine Ridge, entre course-poursuite, fusillade, embuscade et cavale".
Publié en 1970, le livre Bury My Heart in Wounded Knee (Enterre mon cœur à Wounded Knee), de Dee Brown, un bibliothécaire de l’Arkansas, a "désespéré les tribus" en faisant "la chronique de l’extinction amérindienne". Il deviendra le livre « indien » le plus vendu dans le monde et contribue l'occupation de Wounded Knee en février 1973, qui a duré soixante et onze jours, opérée par 200 militants sioux de l'American Indian Movement, qui amène le "Counter Intelligence Program" du FBI, déjà rodé contre le Black Panther Party, à décupler la surveillance de la Réserve indienne de Pine Ridge, en tentant d’infiltrer les rebelles.
En 1975, les militants de l’American Indian Movement (AIM) y avaient été appelés en renfort par les anciens du peuple sioux Iakota pour les prémunir du harcèlement violent dont ils étaient l’objet de la part des policiers fédéraux. Ils sont tombés dans un guet-apens. Parmi eux, Leonard Peltier. Le FBI a tenté de faire endosser la responsabilité du double meurtre aux leaders de l’AIM.
Le monument commémoratif du Massacre de Wounded Knee tient par ailleurs une place importante dans le film. Dans l'une de scènes, Levoi se « voit » fuyant vers la citadelle (une meseta escarpée), en compagnie de ses frères de sang, pendant qu'un « soldat bleu » du 7e régiment de cavalerie les massacre à coups de carabine ; et Chief Sam Reaches, le vieux [réf. nécessaire]sachem, lui révélera qu'il est la réincarnation de Cœur de tonnerre (Thunderheart en VO), un guerrier Sioux de noble lignage dont le nom est effectivement gravé à la base du monument, parmi 300 autres noms[réf. nécessaire].

### Genèse et développement
Le scénariste John Fusco a vécu cinq ans dans la Réserve indienne de Pine Ridge pour faire des recherches sur le scénario. C'est là qu'il a rencontré Frank Fools Crow, un ancien de la tribu des Oglalas qui a inspiré Grandpa Sam Reaches. Le scénario s'inspire librement inspirée de l'occupation de Wounded Knee en 1973 : des partisans du American Indian Movement s'était emparés de la ville de Wounded Knee dans le Dakota du Sud, en signe de protestation contre la politique du gouvernement fédéral concernant les Amérindiens.

### Attribution des rôles
De nombreux acteurs sont envisagés pour le rôle de Frank Coutelle : Brian Cox, Robert De Niro, Scott Glenn, Dennis Hopper, Tommy Lee Jones, Harvey Keitel, Stephen Lang, Jack Nicholson, Al Pacino et Ron Perlman. Michael Apted voulait quant à lui Marlon Brando.
Le rôle de Ray Levoi a été proposé à Richard Gere, mais il était pris par le tournage de Sang chaud pour meurtre de sang-froid. D'autres acteurs comme Tom Cruise, Harrison Ford, Mel Gibson, Michael Keaton, Dennis Quaid, Kurt Russell, Arnold Schwarzenegger, Sylvester Stallone, Patrick Swayze et Bruce Willis avaient également été évoqués pour le rôle.
Le film marque les débuts au cinéma de Sheila Tousey, actrice issue du peuple Menominee.

### Tournage
Le tournage a lieu notamment dans le parc national des Badlands, à Wounded Knee, dans la réserve indienne de Pine Ridge ainsi qu'à Washington, D.C.,. Le film a fait appel à de nombreux acteurs amérindiens, dont certains rôles à l'écran reflètent leur vie réelle. L'acteur John Trudell, qui incarne dans le film un activiste indien soupçonné de meurtre inspiré de Leonard Peltier, est un véritable activiste amérindien, ainsi qu'un poète et un chanteur. Le chef Ted Thin Elk est un ancien membres des Lakotas. Le parc national des Badlands et Wounded Knee, qui ont également servi de décors, sont les lieux réels des incidents survenus dans les années 1970 Rating 3 Stars, Leonard Maltin wrote that the film was an "engrossing thriller" that is "notable for its keen attention to detail regarding Sioux customs and spirituality, and its enlightened point of view.". Le tournage a été réalisé avec le soutien des Oglalas, qui a fait confiance au réalisateur Michael Apted et au scénariste John Fusco pour raconter leur histoire.

### Musique
La musique du film est composée par James Horner. L'album de la bande originale est édité par Intrada Records le 24 novembre 1992. On retrouve par ailleurs dans le film des chansons de Bruce Springsteen, Ali Olmo et Sonny Lemaire
| Liste des titres | Liste des titres                     | Liste des titres | Liste des titres | Liste des titres | Liste des titres | Liste des titres | Liste des titres | Liste des titres | Liste des titres |
| No               | Titre                                | Durée            |                  |                  |                  |                  |                  |                  |                  |
| ---------------- | ------------------------------------ | ---------------- | ---------------- | ---------------- | ---------------- | ---------------- | ---------------- | ---------------- | ---------------- |
| 1.               | Main Title                           | 2:13             |                  |                  |                  |                  |                  |                  |                  |
| 2.               | The Oglala Sioux                     | 2:38             |                  |                  |                  |                  |                  |                  |                  |
| 3.               | Jimmy's Escape                       | 3:34             |                  |                  |                  |                  |                  |                  |                  |
| 4.               | Proud Nation                         | 1:59             |                  |                  |                  |                  |                  |                  |                  |
| 5.               | Evidence                             | 1:40             |                  |                  |                  |                  |                  |                  |                  |
| 6.               | First Vision                         | 1:16             |                  |                  |                  |                  |                  |                  |                  |
| 7.               | Ghost Dance                          | 3:16             |                  |                  |                  |                  |                  |                  |                  |
| 8.               | The Goons                            | 2:36             |                  |                  |                  |                  |                  |                  |                  |
| 9.               | Medicine Man                         | 1:02             |                  |                  |                  |                  |                  |                  |                  |
| 10.              | My People/Wounded Knee               | 4:30             |                  |                  |                  |                  |                  |                  |                  |
| 11.              | Thunderheart                         | 5:26             |                  |                  |                  |                  |                  |                  |                  |
| 12.              | Run for the Stronghold               | 5:25             |                  |                  |                  |                  |                  |                  |                  |
| 13.              | This Land is Not For Sale/End Titles | 8:24             |                  |                  |                  |                  |                  |                  |                  |
| 43:59            |                                      |                  |                  |                  |                  |                  |                  |                  |                  |

## Critiques
Le film est souvent salué par la critique et trouve un écho satisfaisant dans le public. Les critiques sont globalement positives. Sur le site d'agrégation de critiques Rotten Tomatoes, le film obtient 90% d'avis favorables, pour 21 critiques et une note moyenne de 6,5⁄10. Sur le site Metacritic, qui utilise une moyenne pondérée, le film obtient la note de 58⁄100 pour 22 critiques.
Chris Hicks de Deseret News écrit que le scénariste Fusco et le réalisateur Michael Apted ont créé « une toile de fond riche, avec un développement fascinant des personnages et une attention particulière portée à la spiritualité des croyances indiennes. [...] Il se passe beaucoup de choses dans Thunderheart qui valent le détour, notamment la performance de son partenaire à l'affiche, Graham Greene, fraîchement sorti de son triomphe nommé aux Oscars dans Danse avec les loups, merveilleux dans le rôle d'un policier amérindien qui fait des blagues. ». Dans une critique mitigée, Variety estime que le film a trouvé « une plate-forme vivante pour son point de vue essentiel selon lequel les anciennes méthodes étaient bien plus sages et meilleures ». Cependant, si Val Kilmer « tient fermement l'écran dans un rôle intense de jeune Turc, [...] lorsque le scénario lui demande de se transformer en un sauveur indien mythique, il ne remplit pas tout à fait les mocassins. » Dans Chicago Sun-Times, Roger Ebert écrit une critique positive dans laquelle il précise que « ce qui est le plus absorbant dans Thunderheart est son sens du lieu et du temps. Apted fait des documentaires ainsi que des films de fiction, et dans des longs métrages tels que Nashville Lady et Gorilles dans la brume et des documentaires tels que 35 Up, il accorde une grande attention aux gens eux-mêmes - pas seulement à ce qu'ils font, et à la façon dont cela fait avancer les choses. »
Janet Maslin du New York Times écrit que le film a « la forme d'un thriller » et « l'attention aux détails d'un documentaire ». Elle ajoute que « la performance exceptionnelle du film est due à Graham Greene, nommé aux Oscars pour Danse avec les loups, un film qui ressemble à une confection complète à côté de ce drame plus simple et plus percutant... M. Greene se révèle être un acteur naturellement magnétique qui mérite d'être vu dans d'autres rôles plus variés. » Kathleen Maher de The Austin Chronicle considère le film comme un « élément de romantisme brumeux sur les Amérindiens qu'Apted ne parvient pas à transmettre. Son récit, cependant, est bon, même s'il pourrait être un peu mieux raconté ». Cependant, elle ajoute que le réalisateur « parvient à dire beaucoup de choses en faisant la distinction entre la misère de la vie dans la réserve et la magnificence du territoire qui l'entoure. Malheureusement, lorsque les personnages parlent d'eux-mêmes, ils sont souvent obligés de prononcer des répliques indescriptibles. » Owen Gleiberman d'Entertainment Weekly donne au film la note de C et le qualifie de « ringard » et « laborieux ». Il considère le film comme un « thriller de conspiration des années 1970 s'il n'y avait pas la nouveauté de son décor : une réserve indienne moderne, qui, comme le film le révèle, est désormais un mot sophistiqué pour désigner un bidonville ». Il a cependant complimenté l'acteur Graham Greene, qualifiant sa performance de « seul trait rédempteur » du film.
En France, sa critique à postériori dans Le Monde estime sa force  est de "ne jamais dénoncer", préférant "simplement montrer", en recourant à une mise en scène "tirée au cordeau, tournée sur les lieux même de la fusillade de Pine Ridge", dans le Dakota du Sud, dans les "incroyables paysages des Badlands" et jusqu’aux pieds du monument de Wounded Knee.

### Box-office
| Pays ou région     | Box-office      | Date d'arrêt du box-office | Nombre de semaines |
| ------------------ | --------------- | -------------------------- | ------------------ |
| France             | 300 443 entrées | -                          | -                  |
| États-Unis, Canada | 22 660 758 $    | 14 mai 1992                | 6                  |
| Total mondial      | N/A             | -                          | -                  |

## Analyse
(mars 2025).
- Si vous ne connaissez pas le sujet, laissez ce bandeau (vous pouvez alors contacter les auteurs).
- Si vous supprimez le contenu mis en cause (vous pouvez préalablement contacter les auteurs),

argumentez précisément cette suppression dans la page de discussion
(un manque de référence n'est pas un argument ; une recherche réelle de référence doit avoir été effectuée, être formellement documentée).
- Le film est par certains aspects un documentaire [Interprétation personnelle ?] sur les conditions de vie des Amérindiens aux États-Unis à la fin du XXe siècle : ils survivent dans des bidonvilles (« slums » en VO) insalubres, au milieu des épaves de voitures. À la merci des brigades de vigiles indiens à la solde des potentats blancs locaux, ils sont décimés par les maladies, l'alcoolisme et la violence[réf. nécessaire].

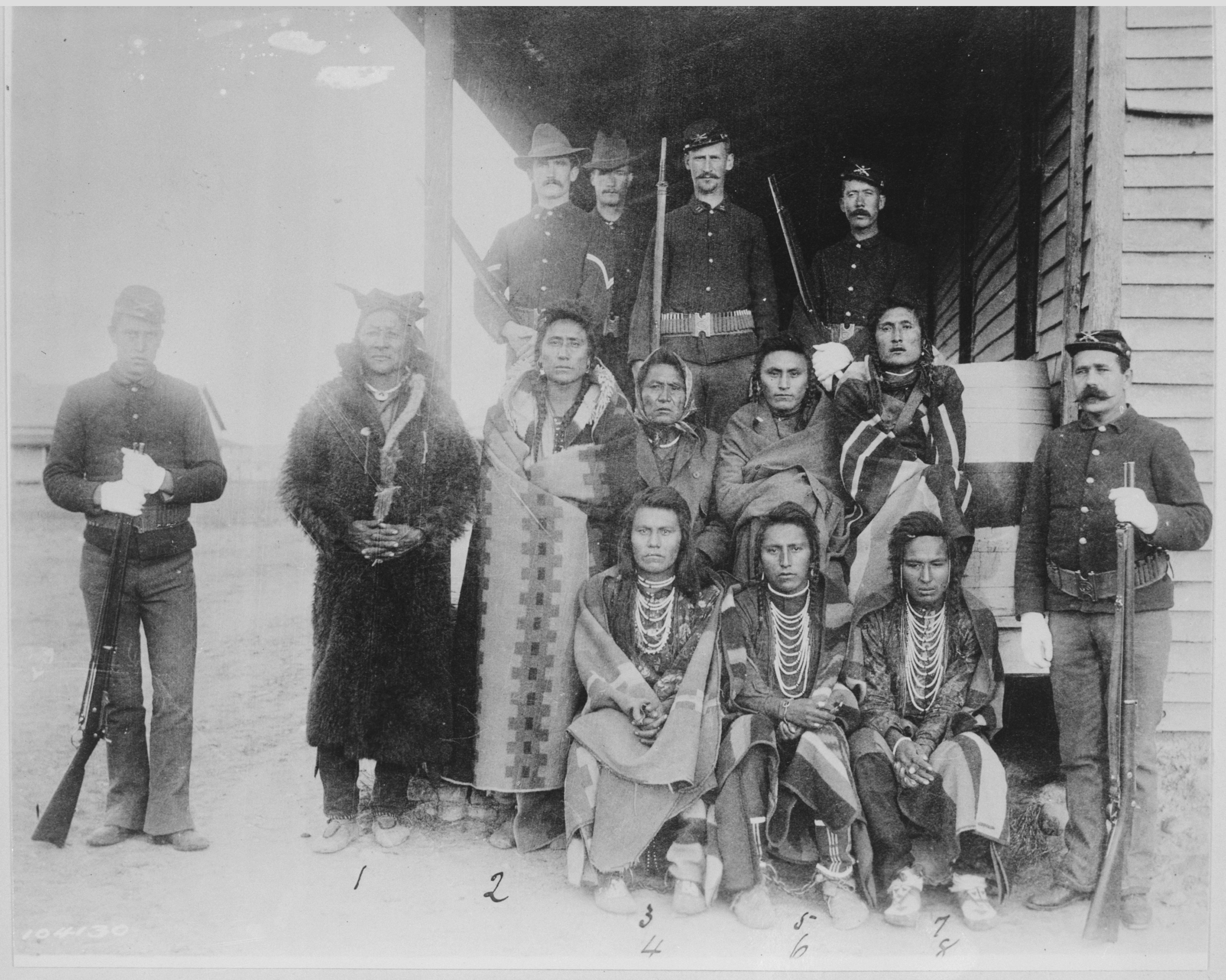
Guerriers Crow prisonniers des « soldats bleus », en 1887, dans le Montana.

- La lutte menée par le Mouvement pour la défense des droits des Amérindiens, l'AIM (American Indian Movement) est aussi bien décrite. Un des personnages, le demi-sang activiste « Jimmy Deux Coups d'Œil », qui fait un coupable idéal pour le FBI, est basé sur deux figures charismatiques du mouvement : Bob Robideau (en) et son ami Leonard Peltier. Joué d'ailleurs par John Trudell, un artiste, acteur et militant de la cause indienne, Jimmy reprend leur argumentation fondée sur la valeur exemplaire du martyre quand l'hélicoptère du FBI vient l'enlever[réf. nécessaire].

- Le personnage de Maggie, l'institutrice militante, fait référence à Anna Mae Pictou Aquash[22], une célèbre figure de l'AIM, retrouvée morte en février 1976 au bord d'une route de la réserve indienne de Pine Ridge, dans le Dakota du Sud. Dans un premier temps le FBI « ne réussit pas à l'identifier », et le médecin du Bureau des Affaires indiennes qui l'autopsia « ne vit pas » le trou causé dans sa nuque par une balle de calibre .32, et la déclara « morte de froid »…

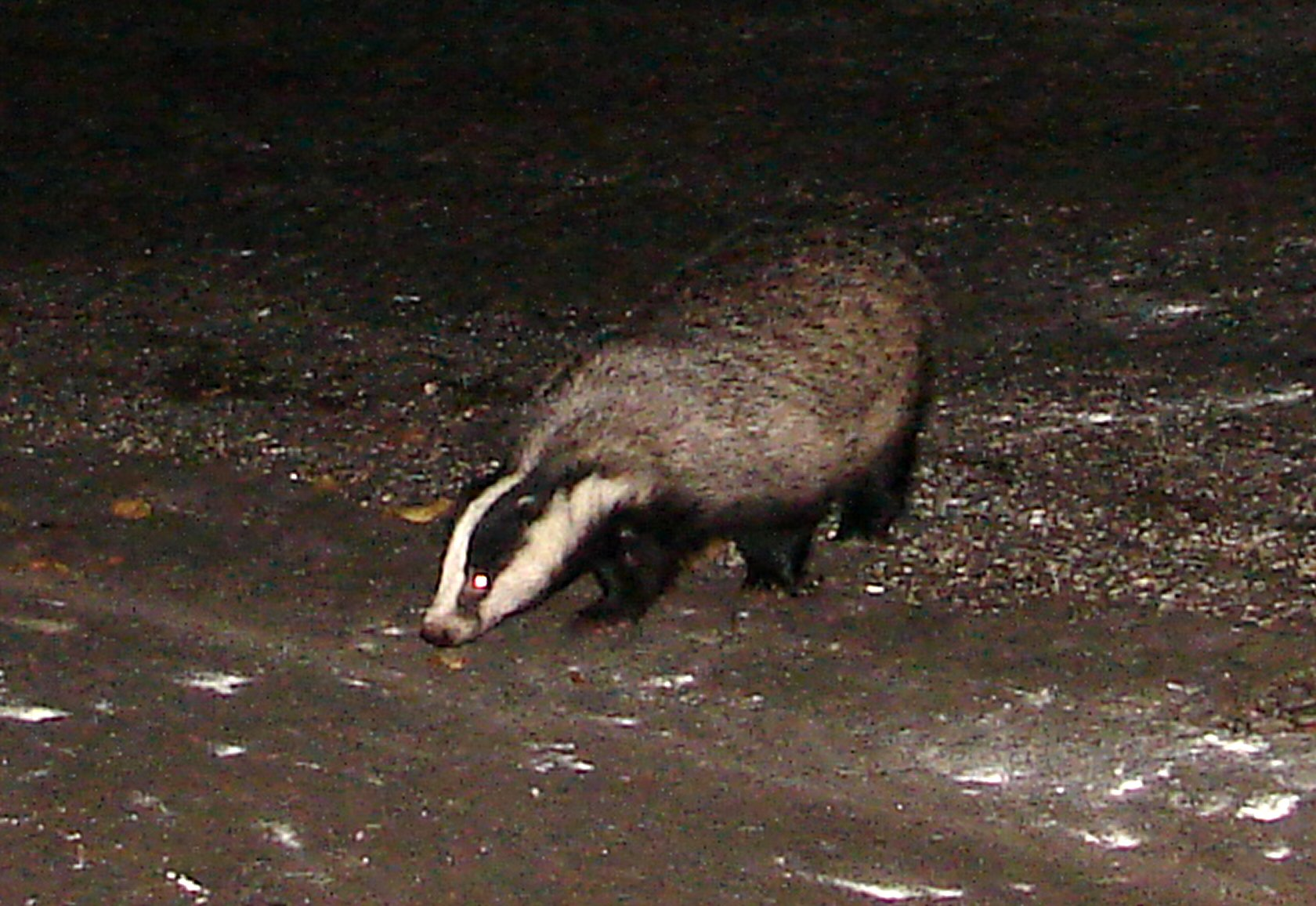
Un blaireau

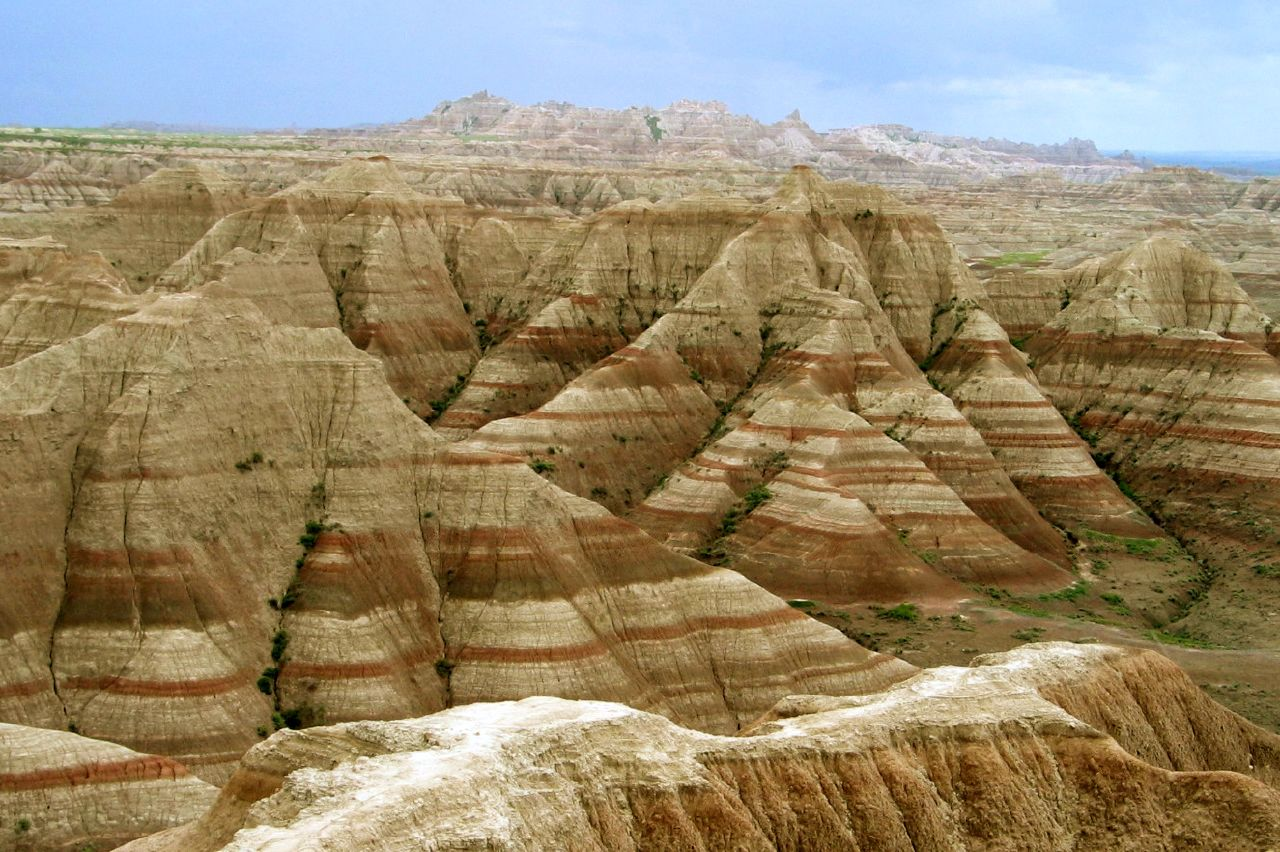
Paysage des Badlands (Dakota du Sud)

- La nature austère des Badlands, dans laquelle les deux « men in black » du FBI débarquent pour « donner un bon coup de balai » est admirablement[non neutre] filmée (Michael Apted est l'auteur de Gorilles dans la brume). La nature souillée et exploitée (sans pitié ni pour elle ni pour ses habitants) par les blancs devient ainsi un des personnages du film. D'ailleurs c'est un animal fils de la Terre, un blaireau américain (il loge sous la maison de Jimmy) qui attaque férocement l'officier Coutelle, le ridiculisant, l'invalidant, et l'obligeant ainsi à laisser Levoi mener son enquête.

## Novélisation
Une novélisation en livre de poche est éditées HarperCollins en mai 1992. Le livre met en scène les événements fictifs de l'incident de Wounded Knee, tels qu'ils sont décrits dans le film. Il développe les idées sur la façon dont la mission d'un agent du FBI visant à découvrir la vérité derrière la violence dans une réserve indienne mène à une conspiration de grande envergure.